# 东北政务委员会
东北政务委员会是张学良主政东北时期于1929年1月12日设立的东北最高行政机关。九一八事变后，1931年12月东北政务委员会改组为北平政务委员会，陆海空军副总司令部改组为北平绥靖公署，张学良掌控华北政治、军事权力。

## 历史
“东北易帜”后成立东北政务委员会。根据《东北政委会暂行组织条例》规定：东北政委会“设委员十三人，以东北各省区资深望重富有政治经验者充之”，并“设主席一人，由委员互选之”。
- 主席张学良
- 委员：张作相（吉林省主席）、万福麟（黑龙江省主席）、汤玉麟（热河省主席）、方本仁(南京代表)、张景惠(东省特别区行政长官)、翟文选（辽宁省主席）、王树瀚、莫德惠、袁金铠、刘尚清、刘哲、沈鸿烈(江防舰队司令兼东北航务局董事长)。1930年1月臧式毅继任翟文选。[2]
- 秘书厅
  - 机要处
  - 总务处
  - 行政处
  - 财务处
  - 蒙旗处
  - 航政处
- 各省省政府
- 东省特别区行政长官公署